# Searchlight (Nevada)
Pour les articles homonymes, voir Searchlight.
Searchlight est une petite ville située dans le comté de Clark dans l'État du Nevada aux États-Unis. 
Le nom de Searchlight (litt. projecteur) proviendrait selon Harry Reid de citations de mineurs locaux lorsqu'ils creusent pour l'or,.
D'après le recensement de 2010, sa population est de 539 habitants. La ville se situe presque à mi-chemin entre Las Vegas et Laughlin.

## Dans la culture populaire
La ville apparaît dans le jeu vidéo Fallout: New Vegas sous le nom de Camp Searchlight. 